# Trpoměchy
Trpoměchy jsou vesnice, část města Slaný v okrese Kladno ve Středočeském kraji.

## Historie
První písemná zmínka o vesnici pochází z roku 1331.

## Obyvatelstvo
| Rok            | 1869 | 1880 | 1890 | 1900 | 1910 | 1921 | 1930 | 1950 | 1961 | 1970 | 1980 | 1991 | 2001 | 2011 | 2021 |
| -------------- | ---- | ---- | ---- | ---- | ---- | ---- | ---- | ---- | ---- | ---- | ---- | ---- | ---- | ---- | ---- |
| Počet obyvatel | 139  | 139  | 131  | 171  | 187  | 202  | 194  | 117  | 161  | 139  | 145  | 140  | 123  | 159  | 154  |
| Počet domů     | 19   | 17   | 17   | 20   | 23   | 24   | 34   | 35   | 31   | 32   | 27   | 29   | 27   | 34   | 38   |

## Obecní správa
Při sčítání lidu v letech 1850–1979 Trpoměchy byly samostatnou obcí, se kterým patřily nejprve do okresu Slaný, ale od roku 1960 v okrese Kladno. Od 1. ledna 1980 jsou částí města Slaný v okrese Kladno. V letech 1850–1879 k obci patřila Lotouš a v letech 1850–1920 také Otruby.

## Pamětihodnosti
- Smírčí kříž

## Osobnosti
Narodil se tu a žil Heřman Janovský (1862–1911), český právník, statkář a politik, za Rakouska-Uherska na počátku 20. století poslanec Českého zemského sněmu.